# 斯皮爾內 (蘇梅州)
50°21′38″N 35°20′39″E / 50.36056°N 35.34417°E
斯皮爾內（烏克蘭語：Спірне）是位於烏克蘭東北部的村莊，由蘇梅州奥赫蒂尔卡区的大皮薩里夫卡市鎮負責管轄。該村處於伊万内河左岸，距離科皮基1.5公里，海拔高度123米，2001年人口280。